# 张超 (1923年)
张超（1923年—1968年），男，山东蓬莱人，中华人民共和国政治人物，曾任中华全国青年联合会副主席，第二、三、四届全国政协委员。